# VAL 206
VAL 206 — автоматизированный поезд для метрополитенов Франции. Первый поезд стал курсировать в метрополитене Лилля в 1983 году, став первым в мире поездом, эксплуатировавшимся полностью автоматически (поезда ходят без машиниста). По состоянию на декабрь 2011 VAL 206 эксплуатируется в Лилле, Тулузе и на Орливале.